# Finger Eleven
Finger Eleven — канадская рок-группа, основанная в 1994 году в городе Берлингтоне (Онтарио). Группа исполняет пост-гранж и хард-рок, на данный момент выпущено шесть студийных альбомов и один сборник.

## История
Группа Finger Eleven была создана в 1994 году двумя братьями, Шоном и Скоттом Андерсонами. Скотт был вокалистом, а Шон играл на бас-гитаре. Другие роли в группе достались школьным друзьям братьев: Джеймсу Блэку (гитара), Робу Гоммерману (барабаны) и Рику Джекету (гитара). Первоначально группа называлась Rainbow Butt Monkeys. В 1995 году ребята подписали контракт с Mercury Records и выпустили свой дебютный альбом, Letters From Chutney. Альбом получился весьма неплохим, и хорошо продавался в Канаде. После его выхода группа принялась работать над вторым лонгплеем, предварительно поменяв название группы на «Finger Eleven».
Вместе с названием изменилась и сама музыка: она стала другой. Дебютный альбом обновлённой группы носил короткой название «Tip», и вышел в 1997 году в Канаде, а в 1998-м — в США, под лейблом Wind-up Records. Альбом удался на славу, и в вскоре после его выхода, группа выступает на концертах с Creed, Fuel и The Killjoys. В 1998-м группу покидает барабанщик Роб Гоммерман, но его место быстро занимает Рич Беддо.
Работа над вторым альбомом начинается лишь в конце 1999-го, и его запись длилась семь месяцев. Альбом, названный «The Greyest Of Blue Skies», вышел в 2000 году и в США был принят ещё лучше, чем Tip, а песня Suffocate из него попала в саундтрек к фильму «Крик 3». Начало следующего года группа провела в туре по Канаде вместе с Cold и в туре под названием Big Noise. Песню «Sense of a Spark» с альбома «Them vs. You vs. Me» сначала планировалось включить в этот альбом под названием «One Thing». Но в итоге было записано две разных песни. По словам группы, трек «Suffocate» был своеобразным экспериментом, и вполне удачным. Кроме того, песня хорошо знакома многим фанатам группы Slipknot: в пиратском альбоме «Slipknot» под названием «Clan» (который продавался пиратами под видом официального), песня «Suffocate» была переименована в «Fall», и подавалась она как песня Slipknot, а не Finger Eleven.
После длительных разъездов группа садится за создание новой пластинки, на которую уходит 18 месяцев. Третий лонгплей получил название «Finger Eleven» и вышел в 2003 году, а его продюсером был Джонни Кей из Disturbed. Во время работы над альбомом «Finger Eleven», группа записала порядка тридцати песен, двенадцать из которых попали в альбом. На сегодняшний день[когда?] Finger Eleven — наиболее успешный альбом группы, который в продажах добрался до золотого статуса в США и до платинового в Канаде. Сингл «One Thing» попал на 16-ю позицию на Billboard. В фильме «Электра» присутствовал ремикс на песню «Thousand Mile Wish», названный «Elektra Mix». Также группа написала песню «Sad Exchange», которая вошла в саундтрек к фильму «Сорвиголова», а другой не попавший в альбом трек, «Slow Chemical», засветился в боевике «Каратель». В том же году группа получила приз в номинации «Лучший клип» на MuchMusic Video Awards за клип к песне «One Thing». По словам группы, значительную роль в создании песни «One Thing» сыграл алкоголь: во время записи песни, Скотт Андерсон (вокалист) пребывал в слегка подвыпившем состоянии и от этого не всегда попадал в ноты.
Следующие два года группа в основном гастролировала и успела побывать в Австралии, Европе и Северной Америке и выступить вместе с Creed, Cold, Evanescence, Smile Empty Soul и Trapt.
6 марта 2007 года вышел альбом группы «Them vs. You vs. Me». Он был записан за рекордные для группы три месяца, причём в процессе работы над ним группа записала около сотни песен разных стилей: от рока и кантри до фанка и песен 1960-х годов. Фанаты группы разделились на два лагеря. Одни вовсю хвалили альбом, а другие утверждали, что «музыка изменилась, и не в лучшую сторону». Многие песни в альбоме «Them vs. You vs. Me» были записаны во время подготовки демоверсий в таких разноплановых местах, как, например, «Castle» — небольшая лачуга в Северной Канаде, или дома у музыкантов. Примечательно, что демо «The Window Song» («Оконная песня») было записано в тур-автобусе и большая часть этой записи сохранена на альбоме (в ходе мастеринга был устранён только шум мотора автобуса).
4 декабря 2007-го был выпущен сборник «Us vs. Then vs. Now», в который вошли некоторые демозаписи, а также не попавшие в альбомы песни.
5 октября 2010 года вышел очередной студийный альбом Life Turns Electric, который изначально планировали назвать Living in a Dream.
11 августа 2012 года группа дала бесплатный концерт в Ниагара-Фолс (Нью-Йорк, США) в рамках HARD ROCK ROCK’S OLD FALLS STREET, музыкального мероприятия с участием разных музыкальных коллективов, устраиваемого каждое лето по инициативе Hard Rock Cafe.

## Факты о группе
- Finger Eleven выпустили кавер на песню Джона Леннона «Look At Me», приняв участие в Международном Проекте Всепрощения, где разные артисты перепевали классические произведения Леннона.
- Несколько Саундтреки: «Stay In Shadow» в Burnout 3: Takedown, «Good Times» в SSX 3 и 1080° Avalanche, в последней также есть «Other Light» и «Conversations». Песня Slow Chemical использовалась как музыка титантрона Кейна из WWE.

## Состав
Нынешний состав:
- Скотт Андерсон (Scott Anderson) — вокал (1989 — н.в.)
- Джеймс Блэк (James Black) — гитара (1989 — н.в.)
- Рик Джекет (Rick Jackett) — гитара (1989 — н.в.)
- Шон Андерсон (Sean Anderson) — бас-гитара (1989 — н.в.)

Сессионные музыканты
- Стив Молелла (Steve Molella) — барабаны (2015 — н.в.)

Бывшие участники:
- Роб Гоммерман (Rob Gommerman) — барабаны (1989—1998)
- Рич Беддо (Rich Beddoe) — барабаны (1998—2013)

## Дискография

### Студийные альбомы
| 1995                      | Letters from Chutney[A] - Релиз: 7 ноября 1995 - Лейбл: Mercury Records     | —  | —  | —  | —  |                            |
| 1997                      | Tip - Релиз: 1997 - Лейбл: Mercury Records                                  | —  | —  | —  | —  |                            |
| 2000                      | The Greyest of Blue Skies - 25 июля 2000 - Лейбл: Wind-up Records           | —  | —  | —  | —  | - CAN: Gold                |
| 2003                      | Finger Eleven - Релиз: 17 июня 2003 - Лейбл: Wind-up Records                | 4  | —  | —  | 96 | - CAN: Platinum - US: Gold |
| 2007                      | Them vs. You vs. Me - Релиз: 6 марта 2007 - Лейбл: Wind-up Records          | 2  | 37 | 17 | 31 | - US: Gold                 |
| 2010                      | Life Turns Electric - Релиз: 5 октября 2010 - Лейбл: Wind-up Records        | 15 | —  | —  | 92 |                            |
| 2015                      | Five Crooked Lines - Релиз: 31 июля 2015 - Лейбл: The Bicycle Music Company | —  | —  | —  | —  |                            |
| «—» отсутствовал в чарте. |                                                                             |    |    |    |    |                            |

A↑ Letters from Chutney был выпущен под оригинальным именем группы Finger Eleven — Rainbow Butt Monkeys.

### Компиляции
| Год  | Детали                                                             |
| ---- | ------------------------------------------------------------------ |
| 2007 | Us-vs-Then-vs-Now - Релиз: 4 декабря 2007 - Лейбл: Wind-up Records |
| 2008 | iTunes Originals - Релиз: 28 октября 2008 - Лейбл: Wind-up Records |

### Синглы
| 1995                | «Circles»                     | —  | —  | —  | — | —  | —  | —  | —  | — | —  |                 | Letters from Chutney      |
| 1996                | «As Far As I Can Spit»        | —  | —  | —  | — | —  | —  | —  | —  | — | —  |                 | Letters from Chutney      |
| 1997                | «Tip»                         | —  | —  | —  | — | —  | —  | —  | —  | — | —  |                 | Tip                       |
| 1998                | «Quicksand»                   | —  | —  | —  | — | 28 | —  | —  | —  | — | —  |                 | Tip                       |
| 1999                | «Above»                       | —  | —  | —  | — | 34 | —  | —  | —  | — | —  |                 | Tip                       |
| 2000                | «First Time»                  | —  | —  | —  | — | —  | —  | —  | —  | — | —  |                 | The Greyest of Blue Skies |
| 2000                | «Drag You Down»               | —  | —  | —  | — | —  | —  | —  | —  | — | —  |                 | The Greyest of Blue Skies |
| 2001                | «Bones + Joints»              | —  | —  | —  | — | —  | —  | —  | —  | — | —  |                 | The Greyest of Blue Skies |
| 2003                | «Good Times»                  | —  | —  | —  | — | —  | —  | —  | —  | — | 92 |                 | Finger Eleven             |
| 2003                | «One Thing»                   | 1  | —  | 16 | 2 | 38 | 5  | 11 | —  | — | —  |                 | Finger Eleven             |
| 2004                | «Absent Elements»             | —  | —  | —  | — | —  | —  | —  | —  | — | —  |                 | Finger Eleven             |
| 2004                | «Stay in Shadow»              | —  | —  | —  | — | —  | —  | —  | —  | — | —  |                 | Finger Eleven             |
| 2005                | «Thousand Mile Wish»          | —  | —  | —  | — | —  | —  | —  | —  | — | —  |                 | Finger Eleven             |
| 2007                | «Paralyzer»                   | 3  | 6  | 6  | 4 | 1  | 1  | 7  | 12 | 7 | —  | US: 2× Platinum | Them vs. You vs. Me       |
| 2007                | «Falling On»                  | 36 | 54 | —  | — | 25 | 31 | —  | —  | — | —  |                 | Them vs. You vs. Me       |
| 2007                | «I’ll Keep Your Memory Vague» | 12 | 30 | —  | — | 40 | 30 | —  | —  | — | —  |                 | Them vs. You vs. Me       |
| 2008                | «Talking to the Walls»        | 90 | —  | —  | — | —  | —  | —  | —  | — | —  |                 | Them vs. You vs. Me       |
| 2008                | «Ain’t No Sunshine»           | —  | 66 | —  | — | —  | —  | —  | —  | — | —  |                 | iTunes Originals          |
| 2010                | «Living in a Dream»           | 42 | —  | —  | — | 10 | 14 | —  | —  | — | —  |                 | Life Turns Electric       |
| 2010                | «Whatever Doesn’t Kill Me»    | 63 | —  | —  | — | —  | —  | —  | —  | — | —  |                 | Life Turns Electric       |
| 2010                | «Stone Soul»                  | —  | —  | —  | — | —  | —  | —  | —  | — | —  |                 | Life Turns Electric       |
| 2010                | «Pieces Fit»                  | —  | —  | —  | — | —  | —  | —  | —  | — | —  |                 | Life Turns Electric       |
| 2015                | «Wolves And Doors»            | —  | —  | —  | — | —  | —  | —  | —  | — | —  |                 | Five Crooked Lines        |
| 2015                | «Gods Of Speed»               | —  | —  | —  | — | —  | —  | —  | —  | — | —  |                 | Five Crooked Lines        |
| «—» не был в чарте. |                               |    |    |    |   |    |    |    |    |   |    |                 |                           |